# Was uns verbindet
Was uns verbindet (Originaltitel L’attachement, internationaler englischsprachiger Titel The Ties That Bind Us) ist ein Filmdrama von Carine Tardieu. Der Film mit Pio Marmaï, Valeria Bruni Tedeschi, Vimala Pons und Raphaël Quenard in den Hauptrollen ist eine französisch-belgische Koproduktion, basiert auf dem Roman L’Intimité von Alice Ferney und feierte Anfang September 2024 bei den Internationalen Filmfestspielen von Venedig seine Premiere. Der Kinostart in Frankreich erfolgte im Februar 2025. Anfang August 2025 kam der Film in die deutschen und österreichischen Kinos.

## Handlung
Die alleinstehende Sandra lebt in einer französischen Stadt und betreibt einen feministischen Buchladen. Als das Ehepaar aus der Nachbarwohnung, Alex und seine Partnerin Cécile, zur Entbindung ins Krankenhaus muss, erklärt sich die Buchhändlerin bereit, auf den sechsjährigen Sohn Elliott aufzupassen, obwohl die Mitte 50-Jährige mit Kindern wenig anzustellen vermag. Bei der Geburt kommt es allerdings zu Komplikationen und die Mutter stirbt.
Sandra wächst in der folgenden Zeit nicht nur für den Jungen immer mehr in die Rolle einer wichtigen weiblichen Bezugsperson hinein, sondern auch für den verwitweten Vater und das Neugeborene, die Tochter Lucille. Alex ist mit David, Elliotts leiblichem Vater, befreundet. Es entsteht eine tiefe Bindung zwischen Sandra und den trauernden Hinterbliebenen, auch wenn sie dabei austarieren muss, wo ihre Grenzen sind. Sie wird für Elliott und Alex zu einer wichtigen Stütze.

## Produktion
Der Film basiert auf dem Roman L’Intimité von Alice Ferney. Anders als im Film ist der Name der bei der Geburt sterbenden Ehefrau von Alex Ada.

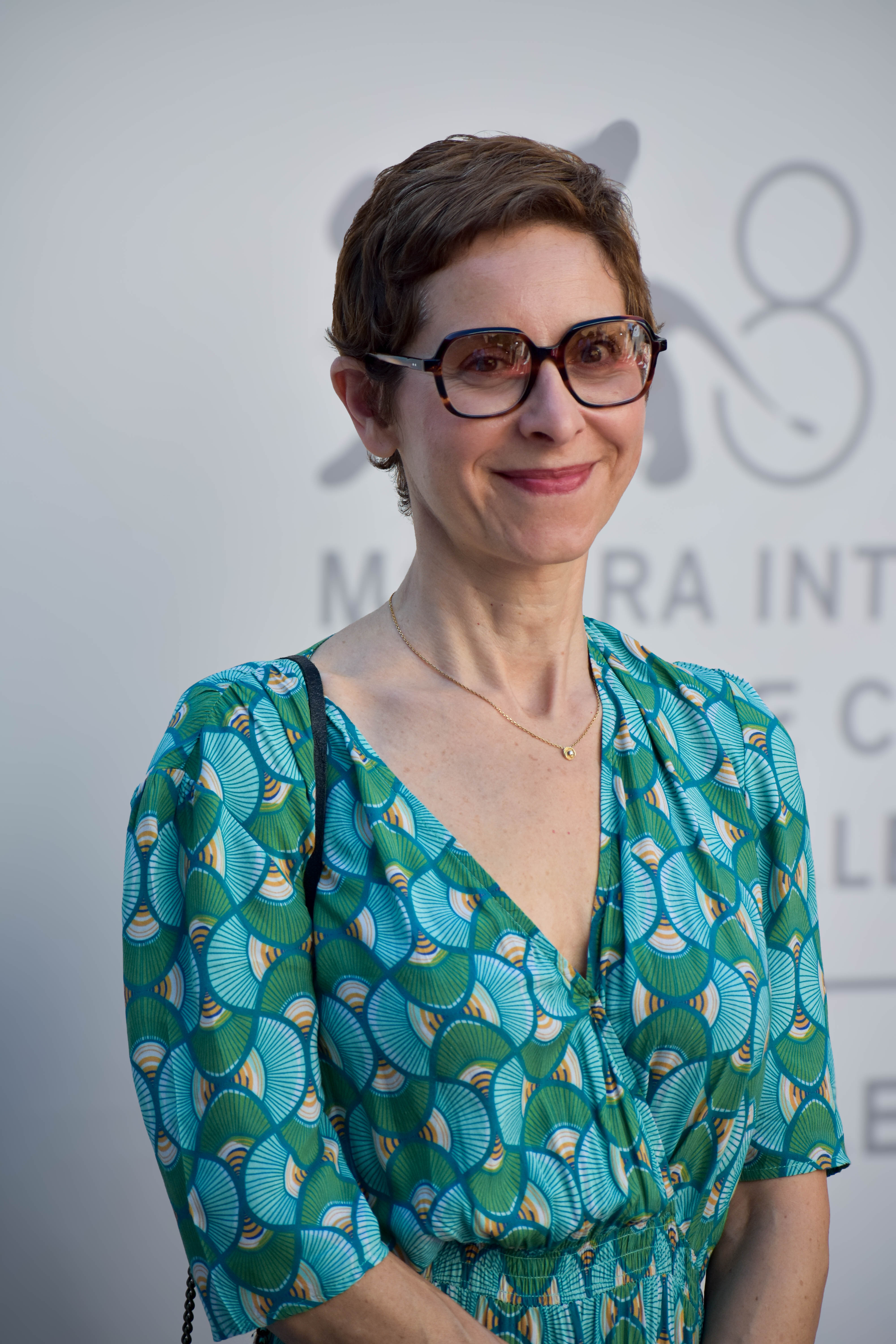
Regisseurin Carine Tardieu

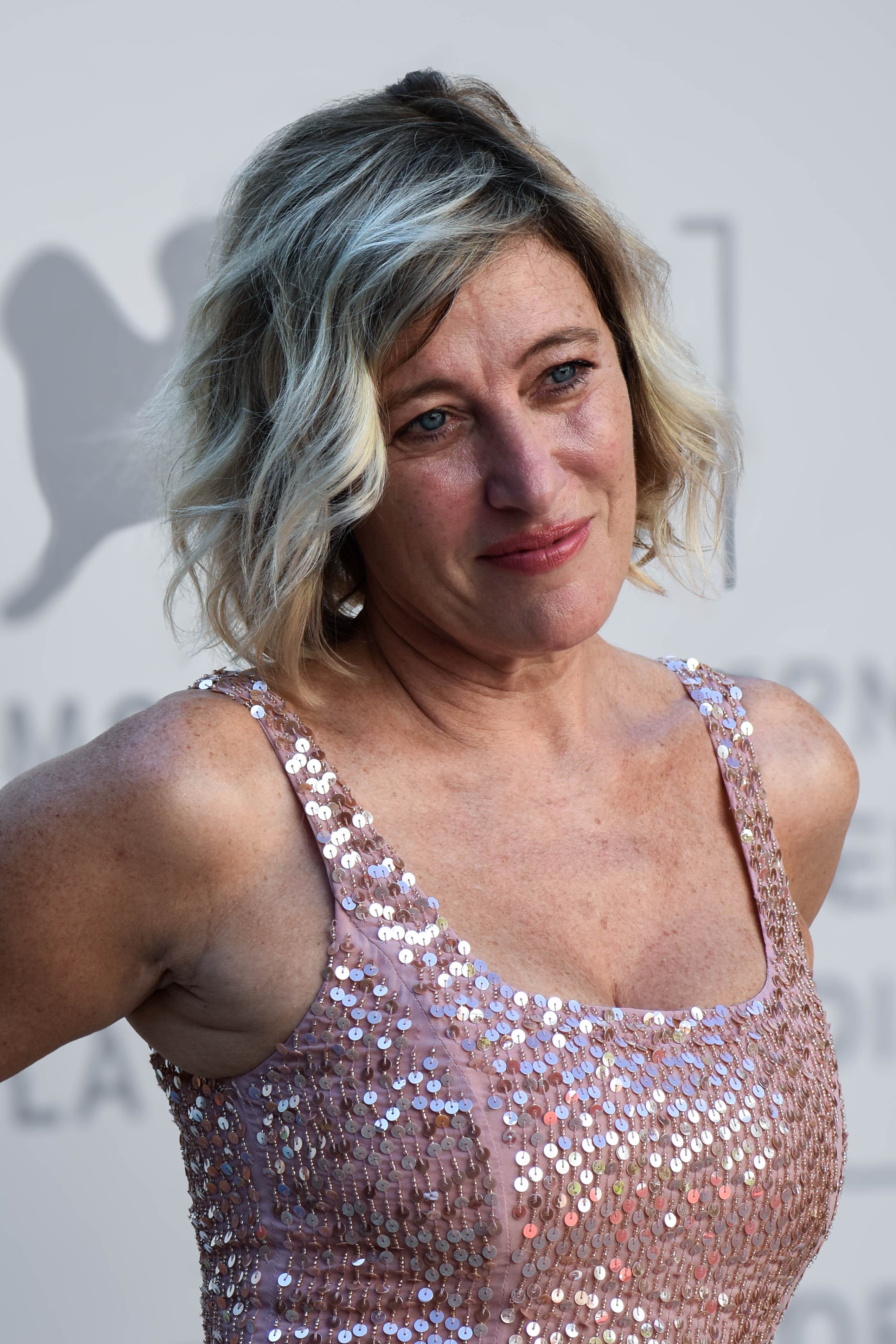
Valeria Bruni Tedeschi spielt die alleinstehende Sandra

Regie führte Carine Tardieu, die gemeinsam mit Agnès Feuvre und Raphaële Moussafir auch das Drehbuch schrieb. Tardieu wollte die Geschichte einer Frau erzählen, die ihre emotionale Unabhängigkeit behauptet und deren Grundfesten durch eine Begegnung erschüttert werden.
Valeria Bruni Tedeschi spielt die alleinstehende Sandra, Pio Marmaï ihren Nachbarn Alex und der Kinderdarsteller César Botti in seiner ersten Filmrolle dessen Sohn Elliott. Raphaël Quenard spielt Elliotts leiblichen Vater David und Vimala Pons dessen neue Partnerin Emillia Demetriu. Das Casting übernahm Tatiana Vialle. 
Die Dreharbeiten fanden zwischen Ende Juni 2023 und Anfang Januar 2024 in Rennes statt. Mit Kamerafrau Elin Kirschfink arbeitete Tardieu bereits für Im Herzen jung zusammen.
Die Filmmusik komponierte Eric Slabiak, der zuletzt für eine Reihe von Fernsehfilmen tätig war. Mit ihm arbeitete Tardieu bereits für Eine bretonische Liebe und ebenfalls Im Herzen jung zusammen.
Der Film feierte am 3. September 2024 bei den Internationalen Filmfestspielen von Venedig seine Premiere. Der Kinostart in Frankreich war am 19. Februar 2025. Anfang Juli 2025 wurde der Film beim Filmfest München gezeigt und hiernach beim Galway Film Fleadh. Am 7. August 2025 kam er in die deutschen und österreichischen Kinos.

## Rezeption

### Kritiken

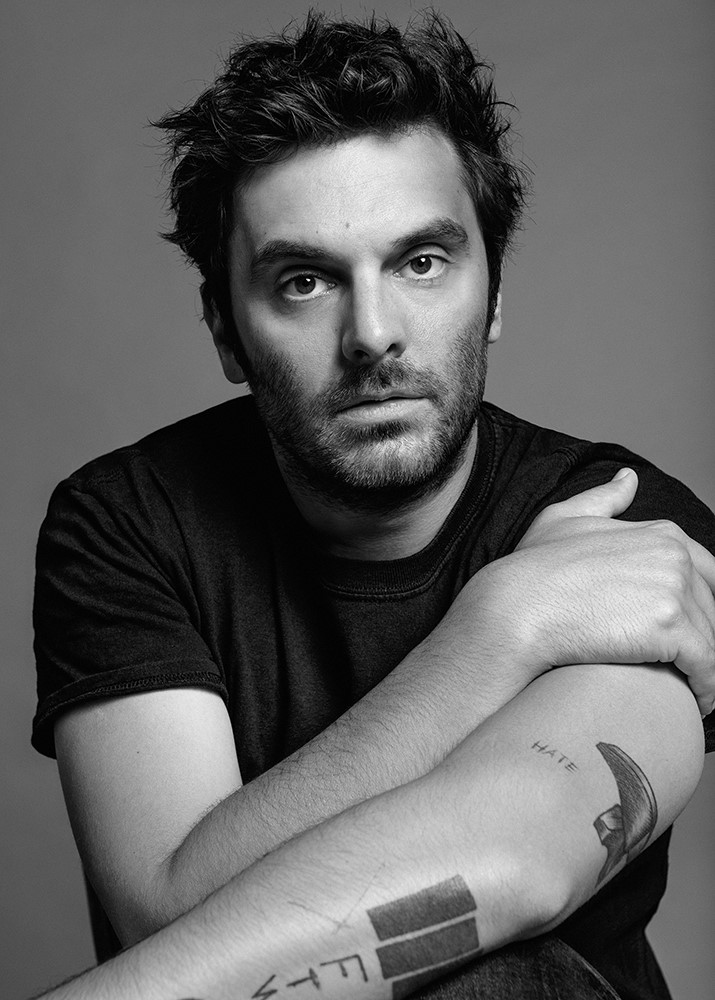
Pio Marmaï spielt Alex

In einer Kurzkritik im Lexikon des internationalen Films wird Was uns verbindet als ein warmherziges Porträt einer Frau beschrieben, die sich in einem Leben als Single eingerichtet hat und sich darin wohlfühlt, aber durch die Umstände unversehens in eine Familie hineinwächst, ohne die klassische Mutterrolle übernehmen zu wollen. Das unaufgeregte Drama werde von einem überzeugenden Darstellerensemble und liebevoll gezeichneten Figuren getragen.
Sabina Zeithammer schreibt in ihrer Kritik für falter.at, Carine Tardieu sei eine Meisterin im Aufspannen ganzer Figuren-Felder, und je komplexer die Beziehungen ihrer Figuren werden, desto mehr lasse sie sie in ihrer Widersprüchlichkeit und Unvollkommenheit stehen. Star des Films sei Valeria Bruni Tedeschi als geheimnisvolle Sandra. Ihr Zusammenspiel mit César Botti als Elliott sei eine reine Freude.
Im Kinotipp der Jury der Katholischen Filmkritik heißt es, die Regisseurin verzichte auf große Gesten und melodramatische Zuspitzung und treffe damit genau den Ton, der das französische Kino seit jeher auszeichnet. Es gehe in Was uns verbindet weniger um äußere Plotpoints als um innere Bewegung, und das Drehbuch interessiere sich für emotionale Ambivalenz, nicht für narrative Auflösung. Weiter seien soziale Themen wie Einsamkeit, alternative Familienmodelle oder weibliche Selbstbestimmung präsent, ohne plakatiert zu werden.

### Auszeichnungen
Internationale Filmfestspiele von Venedig 2024
- Nominierung für den Venice Horizons Award (Carine Tardieu)